# Lobsang Tendzin Geleg Namgyel

Mao Zedong und Geleg Namgyel (1956)

Lobsang Tendzin Geleg Namgyel  (tib.: blo bzang bstan ’dzin dge legs rnam rgyal; chinesisch 帕巴拉•格列朗杰, Pinyin Pabala Gelie Langjie; * 1939 in Lithang) ist seit 1942 der 11. Chamdo Phagpa Lha der Gelug-Schule des tibetischen Buddhismus. 2008 war er Vizevorsitzender der 11. Politischen Konsultativkonferenz des Chinesischen Volkes (CPPCC) in Peking.